# Кривая обучаемости
Крива́я обуча́емости (англ. learning curve) — графическое представление изменения скорости обучения определённому знанию или виду деятельности. Как правило, способность сохранять в памяти новую информацию максимальна после первых попыток освоения данной деятельности, затем скорость обучения постепенно снижается, что означает необходимость большего числа повторений для усвоения материала.
Кривая обучаемости также иллюстрирует изначальную сложность изучения чего-либо, а также то, насколько много предстоит освоить после начального ознакомления.

## Синонимы
- Кривая обучения
- Кривая приобретения навыка или квалификации
- Кривая роста выработки или производительности